# Lago Ubales
El lago Ubales (Llagu Ubales, en asturleonés) es un pequeño lago de montaña de origen glaciar situado en el concejo de Caso (Principado de Asturias, España). Se encuentra a una altitud de alrededor de 1.690 m, en la ladera norte de una cumbre de la cordillera Cantábrica conocida como pico Cascayón, una zona incluida dentro del parque natural de Redes. El lago ocupa una superficie de 10.546 m² y tiene un perímetro de 409 m. En las épocas de mayor aporte hídrico, su profundidad máxima alcanza los 4 m.

## Acceso
El lago Ubales solo es accesible a pie. Puede llegarse hasta él desde varias localidades del concejo de caso, o también desde la vecina provincia de León. En el primero de los casos es posible subir desde los pueblos de Caleao, La Felguerina, La Infiesta o Bezanes siguiendo el desfiladero de Los Arrudos (PR AS-61: "Ruta de Los Arrudos"). La segunda opción, mucho más cómoda, toma como punto de partida el puerto de san Isidro y sigue otra ruta de senderismo (PR LE-46: "Camino de Wamba").

## Geología
En el pasado geológico la cabecera del río Nalón (donde se ubica el parque natural de Redes), al igual que otras zonas de la cordillera Cantábrica, estaba cubierta por numerosos glaciares. Efectivamente, el lago Ubales se localiza en un antiguo circo, una forma de relieve glaciar consistente en una cuenca de forma semicircular y paredes abruptas. Allí era donde se acumulaba la nieve que luego originaba la lengua de hielo que recorría un valle. Más adelante, cuando los glaciares que recubrían la zona comenzaron a retroceder, el que tenía su origen en el lugar ahora ocupado por el lago Ubales disminuyó su tamaño. De hecho, su lengua se extinguió y quedó reducido únicamente a su cuenca de acumulación. En consecuencia, el glaciar comenzó a depositar los materiales de todo tipo que arrastraba según iba erosionando las paredes de las montañas (una mezcla llamada till) en un montículo o morrena localizado al borde del circo. Así, una vez el hielo siguió retrocediendo hasta desaparecer definitivamente, la morrena acabó por cerrar el circo. Se creó entonces un arco que hoy en día sirve como presa para las aguas recogidas en la ladera, acumulándose estas en forma de lago.

## Flora
Junto con la laguna de Arbas, ubicada en el concejo asturiano de Cangas del Narcea, el lago Ubales es una de las pocas localizaciones donde se puede encontrar una población de una subespecie del helecho juncal endémica del cuadrante noroeste de la península Ibérica (Isoetes velatum subsp. asturicense).